# Molundu (Bezirk)
Der Bezirk Molundu (ab 1912: Jukaduma) war eine Verwaltungseinheit der deutschen Kolonie Kamerun. Sitz der Verwaltung war die gleichnamige Regierungsstation Molundu (frz. Moloundou) bzw. ab 1912 Jukaduma.

## Bezirksgebiet
Das Bezirksgebiet lag im äußersten Südosten Altkameruns und wurde im Norden durch den Bezirk Dume, im Westen durch den Bezirk Lomié begrenzt. Im Süden und Osten bildeten Dja und Sangha die Grenze zu Französisch-Äquatorialafrika.

## Bevölkerung
Die indigene Bevölkerung setzte sich aus überwiegend segmentär organisierten bantusprachigen Ethnien (Kunabembe, Nzimu, Njem, Mbombo, Bomwali) zusammen.

## Geschichte
Die deutsche Okkupation des Bezirksgebiets erfolgte ab 1899 durch die Expedition des Leutnants Ernst von Carnap-Quernheimb, die Inwertsetzung mit der Errichtung der Station Sanga-Ngoko am Unterlauf des Dja durch Regierungsrat Rudolf Plehn. Durch Verfügung vom 3. Januar 1911 wurde der Bezirk wegen der zunehmenden Handelstätigkeit in der Region vom Bezirk Lomië getrennt und verselbständigt. Molundu, der Endpunkt der südlichen Haupthandelsstraße von Kribi und Ebolowa wurde zum Bezirkssitz bestimmt. Infolge von Unruhen in der Gegend von Jukaduma und der sukzessiven Verlagerung des Handels wurde dort zunächst ein Nebenposten unter der Leitung eines afrikanischen Unteroffiziers eingerichtet und durch Verfügung vom 18. Mai 1912 die Bezirksverwaltung ganz dorthin verlegt. Der Bezirk führte fortan die Bezeichnung Jukaduma. In Molundu verblieben der Regierungsarzt und ein Zollbeamter, der neben den Zollgeschäften für die Siedlungsgebiete der Ndzimu und Missanga beschränkte Verwaltungskompetenzen erhielt. Die Besatzung bestand aus 65 Mann Polizeitruppe in Jukaduma und 45 Soldaten und 30 Zollwächtern in Molundu.
Im Zuge der Integration Neukameruns wurde der Bezirk im Süden um den heute zur Republik Kongo gehörigen Postenbereich Ngoila (Soufflay) erweitert.
Im Ersten Weltkrieg kam es vom 26. bis zum 29. Oktober 1914 zu schweren Gefechten bei dem Dorf Putu am Sangha-Fluss (etwa 100 km östlich der Station Molundu). Der ungleiche Kampf zwischen der 9. Kompanie der Schutztruppe und den angreifenden belgisch-französischen Verbänden, die über bewaffnete Flussdampfer verfügten, endete mit dem Rückzug der deutschen Kompanie nach Westen.